# Людольф ван Келен
Людольф ван Келен (також, менш правильно, ван Цейлен, нім. Ludolph van Ceulen, лат. Lvdolf van Cellen, 20 січня 1540, Гільдесгайм — 31 грудня 1610, Лейден) — голандський математик. Професор Лейденського університету. Однією з найважливіших його робіт було обчислення числа π, яке він проводив протягом 25 років і довів до 35 десятичних знаків. Походив з Німеччини.

## Біографія
Людольф ван Келен народився 20 січня 1540 року у місті Гільдесгайм, столиці Гільдесгаймського князівства Священної Римської імперії. Близько 1576 року переїхав у місто Делфт у Нідерландах для викладання там математики.

## Обчислення числа π

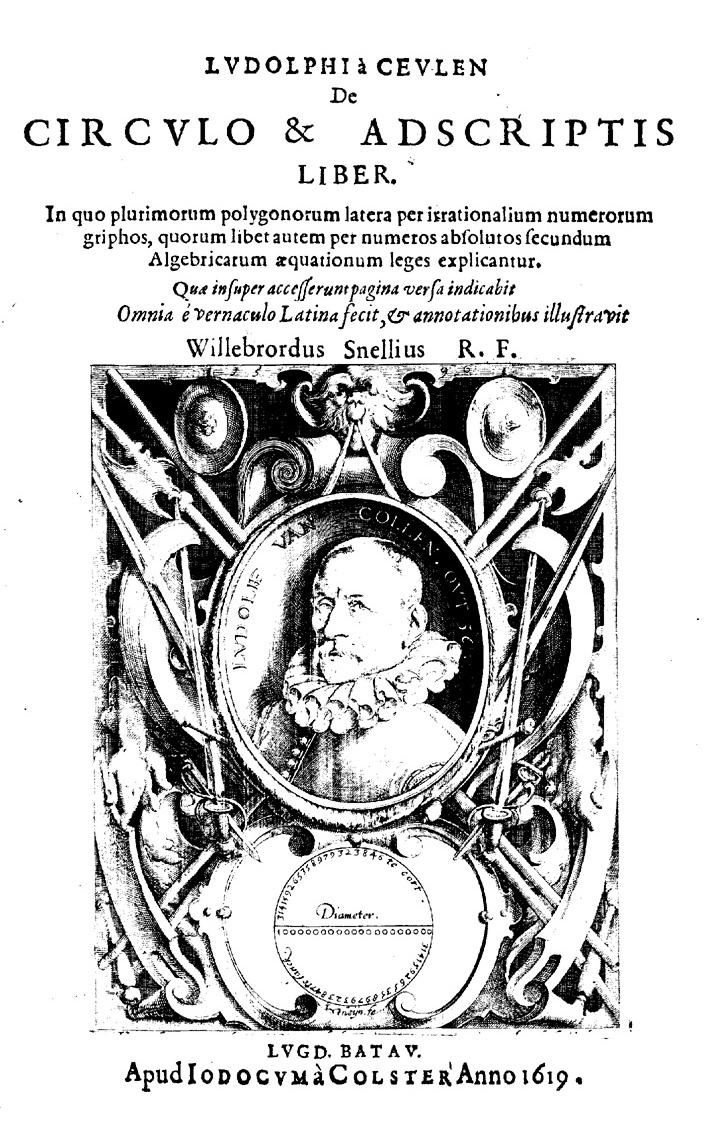
De circulo & adscriptis liber (1619) — латинський переклад твору Л. ван Келена.

Людольф ван Келен витратив 25 років на те, щоб знайти значення числа π з точністтю до 35 знака після коми. У розрахунку йому багато допомогла дружина Adriana Symonsz. Для своїх обчислень Л. ван Келен використовував відомий ще з часів Архімеда метод вичерпування — за допомоги безперервного визначення квадратних коренів відношення до діаметрів периметрів правильних вписаних і описаних багатокутників при послідовному подвоєнні чисел їхніх сторін.
Результат, отриманий Л. ван Келеном є таким
- π=3,14159265358979323846264338327950288….

Довгий час це число в математиці було відомо під іменем «людольфського». Розрахунок числа було надруковано у його праці «Van den Circkel Daer iu gheleerdt werdt te vinden de naeste Proportie des Circkels-diameter legen synen Omloop» (Делф, 1596, латинський переклад видано в Лейдені 1619 року). Це число було вибито на пам'ятнику на його могилі. Пам'ятник з часом було втрачено, але відновлено у 2000 році.

## Твори
- «Van den Circkel Daer iu gheleerdt werdt te vinden de naeste Proportie des Circkels-diameter legen synen Omloop» (Delf., 1596, у латинському перекладі В. Снелліуса «De Circulo et adscriptis Liber», Лейден, 1619),
- «Solutie ende Werckinghe ор twee Geometrische vraghen by Willem Goudaem 1580» (Амстердам, 1584);
- «De Arithmetische en Geometrische fondamenten» (Лейден, 1615; 2-е видання у латинській обробці В. Снелліуса вийшло під назвою «Fundamenta Arithmetica et Geometrica», Лейден, 1615);
- «De Annulis» (1619).